# Ecsenius lineatus
Blennie à lignes
Espèce
Statut de conservation UICN

 LC  : Préoccupation mineure
Ecsenius lineatus, communément nommée Blennie à lignes, est une espèce de poissons marins de la famille des Blenniidae.
La Blennie à lignes est présente dans les eaux tropicales de l'Indo-Ouest Pacifique, soit des Philippines aux côtes orientales de l'Afrique.
Sa taille maximale est de 9 cm.